# Xiang Yanmei
Xiang Yanmei, född 13 juni 1992 i Baojing, är en kinesisk tyngdlyftare.
Hon blev olympisk guldmedaljör i 69-kilosklassen i tyngdlyftning vid sommarspelen 2016 i Rio de Janeiro.